# Liste der Monuments historiques in Antheny
Die Liste der Monuments historiques in Antheny führt die Monuments historiques in der französischen Gemeinde Antheny auf.

## Liste der Immobilien
| Bezeichnung    | Beschreibung                          | Standort                | Kennzeichnung | Schutzstatus | Datum | Bild           |
| -------------- | ------------------------------------- | ----------------------- | ------------- | ------------ | ----- | -------------- |
| Friedhofskreuz | Schmiedeeisen, Stein, 18. Jahrhundert | auf dem Friedhof (Lage) | PA00078331    | Classé       | 1972  | weitere Bilder |